# اکراس هادادا

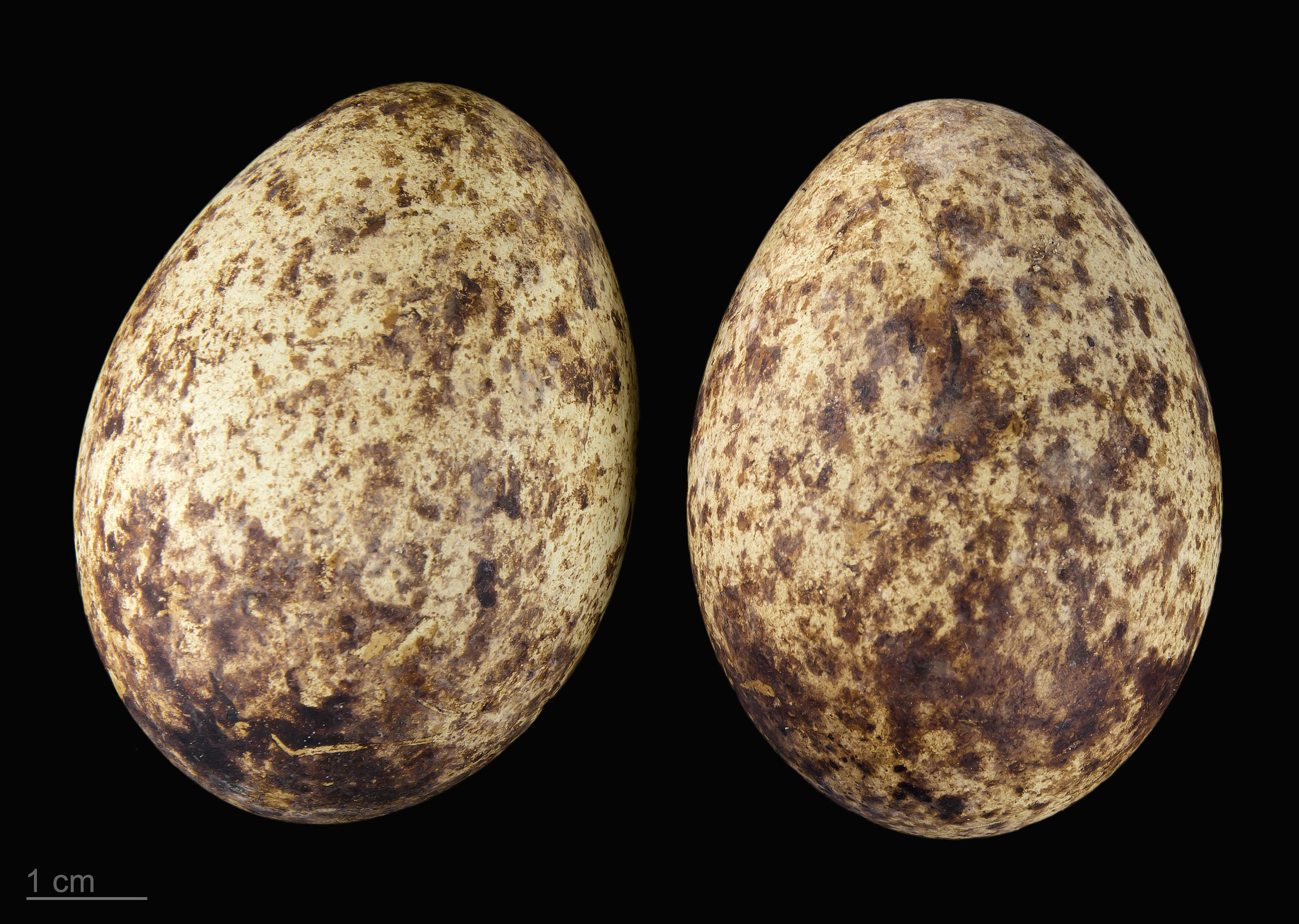
Bostrychia hagedash

اکراس هادادا (نام علمی: Bostrychia hagedash) نام یک گونه از اکراس از سرده نوک‌خمیده‌ها است که در آفریقای سیاه زندگی می‌کند.
نام هادادا از آوای این پرنده گرفته شده زیرا این اکراس صدایی به صورت «ها-ها-ها-د-داه» درمی‌آورد.
تغذیه اصلی اکراس هادادا از کرم‌های خاکی است.